# 大和郡山市立郡山西中学校
大和郡山市立郡山西中学校 (やまとこおりやましりつ こおりやまにしちゅうがっこう)は、奈良県大和郡山市にある公立中学校である。

## 概要
開校当初から十数年程は2000人を越える奈良県下でも有数の大規模校であったが、2020年頃は少子化及び1986年の片桐中学校分離により生徒数は年々減少している。

### 校区(学区)
大和郡山市内の以下の町内が郡山西中学校の校区にあたる。
- 泉原町・千日町・外川町・矢田町・矢田山町・山田町・田中町の一部・小泉町の一部・城町の一部・新町の一部・西田中町の一部・満願寺町の一部

## 沿革
- 1974年（昭和49年）4月1日 - 郡山中学校、及び郡山南中学校の１、２年生を分離し、大和郡山市立郡山西中学校が新設される。
- 1986年（昭和61年）4月1日 - 片桐中学校設置に伴い校区一部変更、片桐地区の1・2年生が転出する。

## アクセス
- 鉄道の場合、近鉄橿原線近鉄郡山駅からは徒歩約26分(1.8km)となっている。
- 車の場合、西名阪自動車道大和まほろばスマートインターチェンジから大和中央道を北へ約4ｋｍ、田中町垣内交差点を左折後、福寿橋東詰で右折後、すぐで到着する。

## 著名な出身者
- 生島大輔（野球選手・監督）